# Eumelo

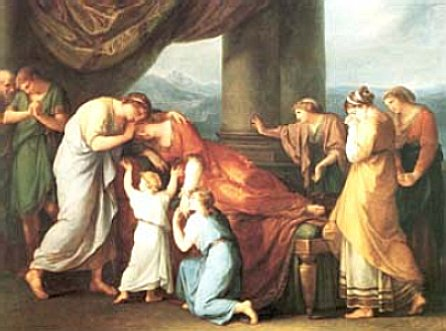
Angelica Kauffmann: La muerte de Alcestis (Tod des Alkestis, 1790).

Eumelo (Εὔμελος), en la mitología griega, fue rey de Feras, hijo de Admeto y de Alcestis. Participó en la guerra de Troya al mando de once naves. Tuvo un papel destacado en los juegos en honor de Patroclo, en los que participó en la carrera de carros, y contaba con unas yeguas que habían sido criadas por Apolo. Marchaba en primer lugar, pero la diosa Atenea provocó su caída, así que llegó el último. A pesar de ello, Aquiles quería concederle el segundo premio, pero más tarde rectificó y le concedió otro especial: la armadura del troyano Asteropeo. La esposa de Eumelo es conocida como Iftime, hija de Icario, pero otros cambian su nombre por Laódice, Meda o Hipsípila. Eumelo también fue uno de los pretendientes de Helena. A Eumelo se le asocia un hijo, sin mencionar la consorte, Zeuxipo, a su vez padre de Armenio y este, de Heníoca, la consorte de Andropompo.
Se consideraba a Eumelo entre los que se habían escondido en el caballo de Troya.